# Armand Achille-Fould
Pour les autres membres de la famille, voir Famille Fould.
 (février 2024).
Si vous disposez d'ouvrages ou d'articles de référence ou si vous connaissez des sites web de qualité traitant du thème abordé ici, merci de compléter l'article en donnant les références utiles à sa vérifiabilité et en les liant à la section « Notes et références ».
Armand Achille-Fould, né le 19 septembre 1890 à Condé-sur-Sarthe (Orne) et mort le 14 octobre 1969 à Saint-Julien-Beychevelle (Gironde), est un homme politique français.

## Biographie
Armand Achille-Fould est le fils de Marie-Louise Heine-Fould et d'Achille Fould (1861-1926), député des Hautes-Pyrénées, et le père d'Aymar Achille-Fould (1925-1986), député de la Gironde et secrétaire d'État.
Docteur en droit et diplômé des sciences économiques et politiques de l'Université d'Oxford, Achille-Fould est au concours d'élève officier de réserve en mars 1913, est nommé sous-lieutenant au 25e régiment de dragons et, sur sa demande, passe dans l'active. Prenant part à la Première Guerre mondiale, il y reçoit une blessure et sept citations. À la suite de l'armistice, Fould est affecté à l'état-major interallié de Versailles, nommé chef du secrétariat militaire du général Émile Belin et en tant qu'interprète aux séances de la Conférence de paix.
Donnant sa démission de l'armée en 1919, il est élu député des Hautes-Pyrénées le 16 novembre 1919 suivant. Il obtient successivement sa réélection à la Chambre le 11 mai 1924, 22 avril 1928, 1er mai 1932 et 26 avril 1936.
Éleveur de chevaux de courses dans les Basses-Pyrénées et propriétaire d'un vignoble dans le Médoc, maire de la commune de Condé-sur-Sarthe, il s'intéresse aux questions rurales et agricoles, devient président de la Société centrale d'aviculture de France en 1928 et du groupe de défense paysanne. Il est ainsi nommé sous-secrétaire d'État à l'Agriculture dans les cabinets Laval le 24 janvier 1931, avant de devenir ministre de l'Agriculture le 14 janvier 1932. Il devient ensuite sous-secrétaire d'État à la Défense nationale le 20 février 1932. Le 10 juillet 1940, il fait partie des 569 parlementaires votant en faveur de l'octroi des pleins pouvoirs constitutionnels au Maréchal Pétain.
Il repose au cimetière de la Sède de Tarbes.

## Mandats
- Député des Hautes-Pyrénées de 1919 à 1940
- Maire de Condé-sur-Sarthe entre 1920 et 1927
- Sous-secrétaire d'État à l'Agriculture du 27 janvier 1931 au 14 janvier 1932 dans les gouvernements Pierre Laval (1) et Pierre Laval (2)
- Ministre de l'Agriculture du 14 janvier au 20 février 1932 dans le gouvernement Pierre Laval (3)
- Sous-secrétaire d'État à la Défense nationale de février à juin 1932 dans le gouvernement André Tardieu (3)

## Distinctions
- : Commandeur de la Légion d'honneur (1958)[2]
- : Commandeur de l'ordre du Mérite agricole
- : Croix de Guerre 14-18 avec 7 citations
- : Grand officier de l'ordre du Dragon d'Annam
- : Officier de l'ordre de Léopold (Belgique)

## Pour approfondir